# Antropocentrisme
Antropocentrisme, of mensgerichtheid, is het exceptionalistische idee dat de mens het middelpunt van het bestaan is. De mens is in het antropocentrisme de norm. De waarde van al het andere - de levende en de niet-levende natuur - wordt afgemeten aan het nut dat het de mens dient, of aan de verhouding waarin het tot de mens staat. Men heeft het dan over natuurlijke hulpbronnen en ecosysteemdiensten. Het isme is samengesteld uit de Oudgriekse woorden ἄνθρωπος ('mens') en κέντρον ('midden').
Antropocentrisme is in de theologie het tegengestelde van theocentrisme (godgerichtheid), en binnen een andere, recentere filosofische context ook van ecocentrisme. In vergelijking met de sterk theocentrische middeleeuwen was de renaissancefilosofie veel antropocentrischer (mensgerichter), met name dankzij de copernicaanse revolutie. Deze omwenteling in de wetenschap maakte een einde aan het middeleeuwse geocentrische wereldbeeld, gaf aan de wetenschap een nieuwe impuls, en zorgde ook in de bredere christelijke samenleving voor een mentaliteits-verandering. Verder droegen de toenemende verstedelijking en de uitvinding van de boekdrukkunst aan deze mentaliteitsomslag bij. Deze ontwikkeling (secularisering) zette zich in de eeuwen daarna verder voort; vanaf de 18e eeuw was ook de theologie primair antropocentrisch van aard, een verschijnsel dat door sommige theologen, bijvoorbeeld Karl Barth, werd bekritiseerd.

## Loslaten van het antropocentrisme
In het denken over dierenwelzijn is bij sommigen de voorheen algemene, uit de christelijke ethiek afkomstige, westerse gedachte dat dieren ondergeschikt zijn aan de mens, verschoven naar het idee dat mens en dier gelijkwaardig zijn.

### Ecofeminisme
De Australische ecofeministische filosoof en activist Val Plumwood, benaderde het antropocentrisme vanuit een ecologisch oogpunt. Ze schreef Feminism and the Mastery of Nature (1992) en The eye of the crocodile (2012). Haar wereldbeeld werd in 1985 radicaal beïnvloed door haar overleven van een aanval door een krokodil in het Australische Nationaal park Kakadu, in het Noordelijk Territorium. Haar wereldbeeld veranderde van wat zij noemde een "individueel gerechtigheidsuniversum" ("individual justice universe") met de mens als toppredator (roofdier) boven in de voedselpiramide, naar een "heraclitisch universum" ("Heraclitean universe"), waarin hij/zij niet aan het eind staat van een voedselketen, maar er een schakel in vormt.